# John Dransfield
John Dransfield (Liverpool, 1945) is een Britse botanicus die is gespecialiseerd in palmen.
Hij studeerde biologie aan de University of Cambridge. Bij deze universiteit behaalde hij in 1967 zijn B.A. en in 1970 zijn M.A.. Aan dezelfde universiteit behaalde hij in 1970 een Ph.D. op onderzoek naar de palmengeslachten Eugeissona en Johannesteijsmannia uit West-Maleisië. Het eerste jaar van zijn promotieonderzoek verbleef hij in Maleisië voor veldonderzoek.
Tussen 1970 en 1975 was Dransfield verbonden aan Lembaga Biologi Nasional ('Nationaal Biologische Instituut') in Bogor (Indonesië). Hij ondernam in Indonesië onderzoeksreizen door Sumatra, Java, Borneo en Celebes. Na zijn terugkeer in Engeland was hij als wetenschappelijk onderzoeker verbonden aan de Royal Botanic Gardens, Kew. Tussen 1979 en 2005 was hij hoofd van de afdeling palmenonderzoek van de Royal Botanic Gardens, Kew; waarna hij werd opgevolgd door William Baker. Dransfield hield zich hier onder andere bezig met taxonomisch onderzoek en onderzoek naar toepassingen van palmen. Ook deed hij onderzoek in het veld waarvoor hij naar diverse landen in de wereld is afgereisd.
Bij veldwerk heeft hij meerdere palmensoorten ontdekt die voordien onbekend waren voor de wetenschap. Ook is hij de (mede)auteur van meer dan tweehonderd wetenschappelijke artikelen en een tiental boeken over palmen. In 2005 ging hij met pensioen hoewel hij als honorair onderzoeksmedewerker bij de Royal Botanic Gardens, Kew onderzoek blijft doen naar palmen.
In 2004 kreeg Dransfield vanwege zijn verdiensten voor de wetenschap de Linnean Medal van de Linnean Society of London. Er zijn meerdere botanische namen naar hem vernoemd. Henk Beentje heeft onder andere de op Madagaskar endemische palm Ravenea dransfieldii naar hem vernoemd. William Baker en Scott Zona hebben het geslacht Dransfieldia naar hem vernoemd.
Op 17 januari 2008 publiceerde Dransfield samen met andere onderzoekers in Botanical Journal of the Linnean Society over een spectaculaire ontdekking. De palm Tahina spectabilis bleek een meer dan 18 m hoge palm met bladeren van meer dan 5 m in diameter die behoort tot een voordien onbekend monotypisch geslacht dat alleen op Madagaskar voorkomt, waarvan minder dan honderd exemplaren bestaan en die na de bloei en vruchtzetting afsterft (een zogeheten monocarp).
In 1987 kende de International Association for Plant Taxonomy Dransfield en Natalie W. Uhl de Engler Medal in Silver toe voor Genera Palmarum: A Classification of Palms Based on the Work of Harold E. Moore, Jr.. In 2009 won Genera Palmarum: the Evolution and Classification of Palms, waarvan Dransfield de eerste auteur is, de Annual Literature Award van de Council on Botanical and Horticultural Libraries.

## Selectie van publicaties
- Genera Palmarum: A Classification of Palms Based on the Work of Harold E. Moore, Jr.; Natalie W. Uhl, John Dransfield, Marion Ruff Sheehan; Genera Palmarum (1987); ISBN 0935868305
- The Palms of the New World: A Conservation Census; John Dransfield, Dennis Victor Johnson, Hugh Synge; International Union for Conservation (1988); ISBN 2880329418
- The Rattans of Sarawak; John Dransfield; Lubrecht & Cramer (1992); ISBN 0947643419
- The Palms of Madagascar; John Dransfield , Henk Beentje, Margaret Tebbs, Rosemary Wise; Royal Botanic Gardens, Kew (1995);ISBN 0947643826
- The Rattans of Brunei Darussalam; John Dransfield; Ministry of Industry and Primary Resources (1997); ISBN 9991731024
- Rattan: Current Research Issues and Prospects for Conservation and Sustainable Development; John Dransfield, Food and Agriculture Organization of the United Nations, International Network for Bamboo and Rattan, N. Manokaran, Florentino O. Tesoro; Food and Agriculture Organization of the United Nations (2002), ISBN 9251046913
- Field Guide to the Palms of Madagascar; John Dransfield, Henk Beentje, Adam Britt, Tianjanahary Ranarivelo, Jeremie Razafitsalama; Kew Publishing (2006); ISBN 1842461575
- Field Guide to the Palms of New Guinea; William Baker, John Dransfield; Kew Publishing (2006); ISBN 1842461389
- A new Coryphoid palm genus from Madagascar[dode link]; John Dransfield FLS, Mijoro Rakotoarinivo, William J. Baker FLS, Ross P. Bayton, Jack B. Fisher FLS, James W. Horn, Bruno Leroy & Xavier Metz; in: Botanical Journal of the Linnean Society, januari 2008, volume 156, nummer 1
- Genera Palmarum: The Evolution and Classification of Palms; John Dransfield, Nathalie W. Uhl, Conny B. Asmussen, William J. Baker, Madeline M. Harley & Carl E. Lewis; Royal Botanic Gardens, Kew (2008); ISBN 9781842461822